# Robert Persons
Robert Persons (connu également plus tard comme Robert Parsons), né le 24 juin 1546 à Nether Stowey, comté de Somerset (Angleterre), et mort le 15 avril 1610 à Rome, est un prêtre catholique anglais de la Compagnie de Jésus, théologien, et controversiste, qui fut supérieur des jésuites clandestins en Angleterre (XVIe siècle).

## Biographie

### Jeunesse et formation
Sixième des onze enfants d'un petit propriétaire terrien (yeoman) du district de Sedgemoor, il reçoit sa première éducation dans les écoles de Stogursey et de Taunton. Bon élève, il obtient une aide financière qui lui permet, à 16 ans, de poursuivre des études à Oxford. Il décroche son diplôme universitaire avec distinction et, en 1568, il devient « fellow » et tuteur au Balliol College d’Oxford. 
Dans un premier temps, et pour des raisons de carrière, il renonce au catholicisme. Cependant, lorsqu'il lui est demandé de faire une apostasie formelle, il refuse. Il est alors contraint de démissionner (13 février 1574). Il part à l’étranger avec l’intention de se rendre à Padoue (Italie) pour y étudier la médecine. À Louvain, dans les Pays-Bas méridionaux, il rencontre  William Good (en) et fait les Exercices spirituels sous sa direction. Cela change sa vie. Il continue son voyage en Italie, mais poursuit jusqu'à Rome où il entre au noviciat des jésuites le 4 juillet 1575. 
En 1578, Persons est ordonné prêtre à Rome. Peu après, William Allen, en exil à Rome (et plus tard cardinal), persuade le supérieur général Everard Mercurian d’envoyer quelques jésuites en Angleterre pour y soutenir les catholiques dont la foi et l’attachement à Rome sont mis à rude épreuve. Robert Persons est nommé supérieur de ce petit groupe (dont Edmond Campion et Ralph Emerson font partie) qui entre clandestinement en Angleterre en 1580.

### Mission en Angleterre
De ce groupe, le père Campion est le prédicateur et le père Persons est l’organisateur. Une jeunesse catholique locale, courageuse et enthousiaste, leur organise un réseau de contacts, de cachettes avec déguisements et transports d’un lieu à l’autre. Ils se chargent également de publier brochures et pamphlets écrits par les prêtres clandestins. 
La propagande du gouvernement accuse les jésuites de trahison. De nouvelles lois anti-catholiques sont votées et d’anciens décrets sont remis en vigueur.  En juillet 1581, Campion est arrêté, et peu après l’imprimerie secrète est découverte. Fin août, Persons passe en France et se rend à Rouen pour y veiller à l’impression de livres supplémentaires et y rencontrer William Allen qui s’y trouvait.
C’est alors que Persons devient un émissaire politique. Cédant à l'insistance combinée d'Allen et du nonce apostolique, il fait deux voyages. Le premier (en 1582) à Lisbonne (Portugal) a pour but d'obtenir le soutien de Philippe II au projet d’invasion de l’Angleterre, afin de secourir Marie Stuart, reine catholique d’Écosse. Le second à Rome recherche le soutien de Grégoire XIII au même projet. Mais la guerre anglo-espagnole visant à rétablir le catholicisme en Angleterre est un échec.
Comme supérieur de la mission en Angleterre, la tâche principale de Persons consiste à organiser et assister les jésuites clandestins en Angleterre, tout en assurant leur soutien à l’étranger au moyen de publications et de collectes de fonds pour les séminaires anglais en exil sur le continent. Toute sa vie, il est ainsi un « mendiant » pour la mission, même s’il n’y a jamais eu plus d’une douzaine de jésuites actifs en Angleterre en cette fin de XVIe siècle.

### Fondation de séminaires anglais
En septembre 1585, il est appelé à Rome pour son Troisième An. Il y fait finalement sa profession religieuse définitive (9 mai 1587). Il est retenu en consultation par Claudio Acquaviva, le nouveau supérieur général des jésuites. Lié d’amitié avec William Allen, il lui obtient la pourpre cardinalice. Acquaviva utilise ses bons offices auprès du roi d’Espagne, Philippe II, pour qu’il renonce à vouloir introduire des changements dans la vie des jésuites de son royaume. Influent auprès de Philippe II, semble-t-il, il obtient également des fonds pour l’ouverture de séminaires anglais à Valladolid et Séville. 
Quelques années plus tard (en 1593), il reçoit une nouvelle subvention royale pour la fondation d’un collège pour jeunes anglais, cette fois à Saint-Omer, dans les Pays-Bas méridionaux, alors sous la domination espagnole. La proximité de Calais, et donc de l’Angleterre, rend ce collège très attrayant auprès des catholiques anglais. C’est un succès immédiat.
Appelé de nouveau à Rome, il est nommé recteur du Collège anglais en 1597. Le cardinal Allen qui l’appelait « mon fidèle collaborateur » n’est plus (décédé en 1594). La communauté anglaise en exil est désorganisée et divisée. Persons propose la nomination de deux évêques anglais, un dans les Pays-Bas méridionaux, et l’autre en Angleterre. Rome choisit plutôt de nommer un archiprêtre responsable du clergé diocésain en Angleterre.

### Controverses et écrits
Un groupe de prêtres anglais s’opposent à cette nomination. Avec l'aide du gouvernement anglais, ils publient une série de pamphlets qui sont autant d’attaques personnelles sur la naissance, la vie et les activités de Persons. Ces écrits ont influencé beaucoup l'histoire postérieure donnant de Persons l’image d’un jésuite faux et intrigant. Persons a répondu lui-même à ces attaques en deux livres : A Brief Apologie et A Manifestation of Great Folly, y montrant de grandes qualités comme controversiste et écrivain.
La personnalité de Persons impressionnait ceux qui le rencontraient. Il avait une grande capacité de travail avec attention méticuleuse aux détails. Comme beaucoup de personnes énergiques, il était parfois pris de découragement et passait par des moments de dépression.
Robert Persons meurt le 15 avril 1610, à Rome. il est emporté par une crise de paludisme, maladie dont il souffrait depuis plusieurs années.

## Œuvres
Parsons a écrit une trentaine de livres.  La plupart sont des écrits conjoncturels de polémiques, mais certains ont joui d’une plus longue vie littéraire. Son livre le plus important est un écrit spirituel basé sur la première semaine des Exercices spirituels de Saint Ignace : The First Book of Christian Resolution. Il a connu treize éditions au cours du XVIIe siècle, et de nombreuses traductions. Il y eut même une version protestante. 
- The First Book of Christian Resolution, 1581 (Leiden, 1998)
- De persecutione anglicana, Rome, 1582.
- A Brief Apologie, Saint-Omer, 1601.
- A Manifestation of Great Folly, 1602.
- A Treatise on the Three Conversions of England, Saint-Omer, 1603-1604.
- A Conference about the Next Succession, Saint-Omer, 1594.
- Letters and Mémorials of Father Robert Persons, S.J. (ed. Hicks L.), Londres, 1942.